# Cot Mataie (kulle)
Cot Mataie är en kulle i Indonesien.   Den ligger i provinsen Aceh, i den västra delen av landet, 1 800 km nordväst om huvudstaden Jakarta. Toppen på Cot Mataie är 78 meter över havet. Cot Mataie ligger på ön Pulau We.
Terrängen runt Cot Mataie är kuperad åt nordväst, men norrut är den platt. Havet är nära Cot Mataie åt sydost.  Närmaste större samhälle är Sabang, 12,9 km norr om Cot Mataie. 